# Tunnel de Rochecardon
Le tunnel de Rochecardon est un tunnel routier traversé par la partie nord du boulevard périphérique de Lyon situé dans le quartier de Vaise dans le 9e arrondissement de Lyon.

## Situation
Situé entre les portes de Vaise et de Rochecardon, le tunnel permet de relier l'autoroute A6 au tunnel de Caluire qui mène au boulevard périphérique Est. Le tunnel de Rochecardon se situe entre le tunnel de Caluire (Est) et le tunnel de la Duchère (Ouest).

Tunnel de Rochecardon.

L'ensemble du tronçon Nord entre les portes du Valvert et de Croix-Luizet ouvert en 1997, appartient au Grand Lyon.

## Péage et tarifs
Le tunnel est soumis au péage du Rhône situé à la porte de Saint-Clair, il est associé au tunnel de Caluire.

## Caractéristiques
Ouvert en 1997, le tunnel est composé de 2 tubes de 2 voies chacun :
- le tube nord, construit ouvert en 1997, a une longueur de 1 131 mètres ;
- le tube sud, construit entre 1997 et 1998, a une longueur de 1 131 mètres.